# René de Beauvau
Pour les articles homonymes, voir Beauvau.
René de Beauvau (Pays de Loire, 1241 - Naples, 1266) est un aristocrate français, qui accompagna Charles d'Anjou en 1266 à la conquête du royaume de Naples, et devint son connétable.
Il est le fils de Baudouin, seigneur de Beauvau (1210- ?) et de Jeanne de La Jaille (1215-1259).
Il épousa Jeanne (ou Jacqueline ?) de Preuilly (1245-?) dont un enfant.
Il appartient à la famille de Beauvau.

## Source
Cet article comprend des extraits du Dictionnaire Bouillet. Il est possible de supprimer cette indication, si le texte reflète le savoir actuel sur ce thème, si les sources sont citées, s'il satisfait aux exigences linguistiques actuelles et s'il ne contient pas de propos qui vont à l'encontre des règles de neutralité de Wikipédia.